# سيارات الأجرة في المغرب
| \| المؤطر: الجامعة الوطنية لمهنيي سيارات الأجرة بالمغرب \| |                                                          |
| طاكسي صغيرة Petit Taxi                                     |                                                          |
| اللون                                                      | يختلف حسب المدينة                                        |
| عدد المقاعد                                                | 3 زبائن                                                  |
| عدد التاكسيات                                              | 35.000 (2012)                                            |
| نوع السيارات                                               | فيات أونو، بيجو 206 أو داسيا لوغان                       |
| إشارة المحطات                                              | نعم "Petit Taxi"                                         |
| إلزامية العداد                                             | نعم                                                      |
| ظهور رخصة الثقة بالسائق للزبون                             | لا                                                       |
| لوحات ترقيم مميزة                                          | لا (علامة طاكسي ورقم الرخصة على العربة فقط)              |
| التعريفة                                                   | تختلف بين المدن الكبرى والقرى                            |
| تعريفة الليل                                               | نعم، مختلفة عنها بالنهار.                                |
| مجال الخدمة                                                | المدار الحضري للمدينة فقط                                |
| خدمة الهاتف                                                | لا (أو حالات قلائل)                                      |
| الوصول للمطار                                              | لا                                                       |
| الحصول على فاتورة                                          | لا                                                       |
| طاكسي كبيرة Grand Taxi                                     |                                                          |
| اللون                                                      | عادة بيضاء (قد تختلف)                                    |
| عدد المقاعد                                                | 6 زبائن                                                  |
| عدد التاكسيات                                              | 40.000 (2012)                                            |
| نوع السيارات                                               | عادة مرسيدس قديمة                                        |
| إشارة المحطات                                              | علامات توحي بوجود المحطة: لا توحي بالخطوط والوجهاتها: لا |
| مجال العمل                                                 | 20 كلم بعيدة عن مركز المدينة                             |
| إلزامية العداد                                             | لا                                                       |
| ظهور رخصة الثقة بالسائق للزبون                             | لا                                                       |
| لوحات ترقيم مميزة                                          | لا (علامة طاكسي ورقم الرخصة على العربة فقط)              |
| تعريفة الليل                                               | لا تعمل ليلا                                             |
| خطوط محددة                                                 | لا تتعدى المجال الإقليمي، الرخصة حسب خط محدد فقط         |
| خدمة الهاتف                                                | لا                                                       |
| الوصول للمطار                                              | نعم                                                      |
| الحصول على فاتورة                                          | لا                                                       |
| المؤطر: الجامعة الوطنية لمهنيي سيارات الأجرة بالمغرب       |                                                          |

يوجد نوعان رئيسيان من سيارات الأجرة يمكن العثور عليها في المغرب، وتسمى محليا طاكسي (بالطاء):
- سيارات الأجرة صغيرة (محليا: طاكسي صغير أو Petit Taxi)
- سيارات الأجرة الكبيرة (محليا: طاكسي كبيرة، طاكسي بيضاء أو Grand Taxi)

## النقل الحضري
لقد كرست معظم المدن المغربية سيارات الأجرة للنقل داخل حدود المدينة. ورغم أن بعض أكبر المدن تستغل حافلات النقل الحضري، إلا أن معظم الناس يفضلون استخدام سيارة أجرة الصغيرة للتنقل من نقطة إلى نقطة داخل حدود المدينة.

## النقل الإقليمي
للرحلات إلى وجهات إقليمية خارج حدود المدينة يمكنك الاختيار بين الحافلات (الحافلات العامة للأماكن المجاورة والحافلات الخاصة «المريحة» لمسافات طويلة، أوحتى عبر البلاد) أو أن يستقل طاكسي كبيرة.

## طاكسي صغيرة
أي سيارة أجرة بيتي هو في جميع الحالات تقريبا في الواقع أصغر سيارة نموذج رسمت في لون المطلوب، والذي يختلف من مدينة إلى مدينة. هناك عروض خاصة محطات لسيارات الأجرة بيتي، جنبا إلى جنب في كثير من الأحيان مع توقف سيارات الأجرة الكبرى، حيث لا يسمح بوقوف سيارات الأجرة هذه والانتظار للعملاء. ولكن في معظم الحالات يمكنك إشارة أو الصراخ لسيارة أجرة سيارة أجرة فارغة عندما يمر أنت.
في معظم الحالات كنت استئجار سيارة الأجرة كاملة لرحلتك ودفع رسوم لتلك الرحلة: لا يهم إذا كنت وحيدا أو مع طرف من 4. في بعض الحالات قد يطلب منك السائق إذا كنت تعترض على التقاط راكب آخر إذا كان البقع عميل محتمل لرحلة في اتجاه أكثر أو أقل نفسه.
في معظم المدن السائقين استخدام التعريفات القليلة الثابتة للرحلات اعتمادا على المسافة والوقت من اليوم أحيانا (أكثر تكلفة ساعة متأخرة من الليل). سيارات الأجرة في المدن المزدحمة مثل الدار البيضاء أو مراكش عادة ما تكون أكثر تكلفة من في مدينة مثل الناظور.
لمنع إساءة المعاملة من قبل السائقين من (أساسا) بعض المدن السياح الأجانب تتطلب سيارة أجرة بيتي لاستخدام العدّاد. في هذه الحالة أجرة الخاص بك يعتمد على المسافة المقطوعة. الكتيبات السياحية معلومات المشورة السياح إلى يصرون على استخدام العداد أو الاتفاق على سعر ثابت مسبقا.
سيارات الأجرة الصغرى هي السيارات الصغيرة مثل فيات، بيجو 206 ونماذج مماثلة باستخدام حجم الديزل كوقود. بشكل عام السيارات المستخدمة هي قديمة جدا، وغالبا ما يتم تحديثه من الداخل و / أو هي حالة من العطب - على الأقل بالمقارنة مع المعايير الأوروبية. السماح للركاب بحمل الأمتعة تم تجهيز معظم السيارات مع مربع خشبي بسيط مفتوح على السطح حيث يتم وضع السلع ذات الحجم الكبير بدون أي شيء لضمان الحصول عليها. لأن سرعة داخل حدود المدينة ليست ابدا عالية هذه الطريقة لا تؤدي إلى الكثير من الحوادث.
جوانب هذا رف سقف هو أيضا المكان الذي تتم طباعة بيتي سيارة أجرة مع عدد تسجيلهم المحلية.

### ألوان
بعض الأمثلة على الألوان المستخدمة في المدن المغربية لسيارات الأجرة الصغيرة:
| اللون                | المدن                                                                   |
| -------------------- | ----------------------------------------------------------------------- |
| البرتقالي            | بركان، مشرع بلقصيري                                                     |
| الأصفر               | صفرو، ميدلت، بني ملال، سطات، وزان،                                      |
| أصفر فاتح            | تطوان                                                                   |
| الأخضر               | أزرو، أكليم، إفران                                                      |
| أخضر فاتح            | المحمدية ، تمارة                                                        |
| أزرق                 | الرشيدية، الرباط، شفشاون، الصويرة، تازة، العرائش، أحفير                 |
| أزرق فاتح            | مكناس، الحسيمة، واد زم، تاوريرت                                         |
| أبيض                 | ورزازات، تارودانت، أسفي، المحمدية                                       |
| أحمر                 | الناظور، أزيلال، الدار البيضاء، فاس، وجدة، أكادير، كلميم، تزنيت، خريبكة |
| نصف أبيض ونصف أحمر   | العيون                                                                  |
| أصفر غامق            | مراكش، سلا، الجديدة                                                     |
| أزرق مع خط أفقي أصفر | طنجة                                                                    |

## طاكسي كبيرة

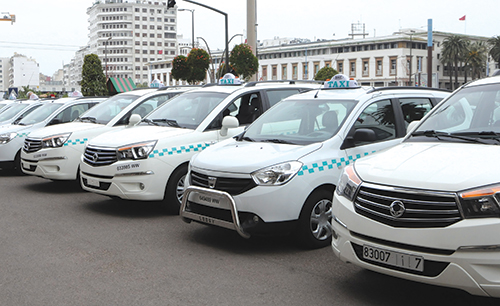
سيارات الأجرة الكبيرة الجديدة

بينمى يحق لسيارات الأجرة الصغيرة بحركة المرور في المجال الحضري يلمدينة فقط، تستخدم في الغالب سيارات الأجرة الكبرى للنقل في القرية، من مدينة إلى مدينة. عادة سيارة أجرة الكبرى هي وسيلة نقل مشتركة: تُجمع في مواقف سيارات الأجرة الرئيسية العديد من سيارات الأجرة الكبرى. بل هو نوع من سيارات الأجرة حصة النظام ولكن دون جداول زمنية أو نفوذ للحكومة. سوف تدفع كل سيارة أجرة الطريق أو أكثر الثابتة أقل إلى وجهة والركاب كل مجموعة تبحث عن النقل إلى تلك الوجهة أو في مكان ما على طول الطريق تستخدم سيارات الأجرة الكبرى حصة واحدة. عندما يمتلئ التاكسي (الحد الأقصى 4 ركاب المقعد الخلفي واثنان على الكرسي الأمامي) يُعلن السائق الإقلاع. قد يغادر في وقت سابق إذا كان يأخذ وقتا طويلا لانتظار سيارة كاملة و / أو عندما يتوقع لالتقاط المزيد من الركاب على طول الطريق.
رغم أن هذا الاستخدام المشترك هو رخيص، إلا أنه ليس دائما مريح جدا للرحلات الطويلة في صيف حار: 7 أشخاص (بما في ذلك السائق) معبأة في مستوى الأربعة أبواب النموذج القديم مرسيدس دون تكييف الهواء. كثير من الناس يفضلون استئجار سيارة أجرة كاملة والاتفاق على سعر ثابت قبل المغادرة.
سيارات الأجرة الكبرى عادة ما تكون الموديلات القديمة باستخدام سيارات مرسيدس بوقود الديزل. سيارات الأجرة الكبرى الناشئة في منطقة جميعا أن ترسم سيارتهم نفس اللون؛ في كثير من الأحيان بيضاء أو لون فاتح. علامات حمراء صغيرة على الجبهة و/أو الخلفية تشير إلى مدينتهم الأصلية (وأيضا في كثير من الأحيان من جهة إن لم يكن في المنطقة المحلية) ورقم التسجيل.

## هوامش
1. 1 2  75 ألف "كريمة" للطاكسيات في المغرب - هيسبريس نسخة محفوظة 09 يوليو 2017 على موقع واي باك مشين.
2. ↑  الفصل الرابع من الظهير الشريف رقم 63- 260 الصادر في 24 جمادى الثانية 1363 / 12 نونبر 1963 الذي يخول لصنف الطاكسي الكبيرة أن ينقل الركاب على بعد 20 كلم (خط الطائر) من المركز و ليس أقل من ذلك.
3. ↑  Tourist information on transport in Morocco نسخة محفوظة 24 يونيو 2012 على موقع واي باك مشين.
4. ↑  Selection taxis on Flickr, visited 27 July 2008 نسخة محفوظة 10 يناير 2020 على موقع واي باك مشين.